# Chesterfield n.º 261
Chesterfield n.º 261 es un municipio rural canadiense situado en la provincia de Saskatchewan.

## Superficie
Chesterfield n.º 261 tiene una superficie de 1962,21 km².

## Demografía
En 2021, tenía 419 habitantes, una densidad poblacional de 0,2 hab./km², y 171 viviendas.